# Chini.png
María José Ayarza Peillard (Santiago, 7 de febrero de 1991), más conocida como Chini Ayarza o Chini.png, es una cantautora, artista visual y video artista chilena.

## Primeros años
Nació el 7 de febrero de 1991 en Santiago de Chile. Pese a querer dedicarse a la música, terminó por estudiar artes visuales en la Pontificia Universidad Católica de Chile, donde se especializó en videoarte y síntesis y procesamiento de música electroacústica.

## Carrera audiovisual

### Como video artista(2010 - 2014)
Chini.png ha expuesto su trabajo como video artista en diversos países como Reino Unido, Argentina, Guatemala, España y Cuba . En 2011 obtuvo el premio “Cemento negro” por su video “Sonata a 10 orgasmos” para la Bienal Internacional de Arte y Sexo “El dildo roza” y  desde 2012 pasó a ser parte de la colección permanente de la galería española Ob-art. Su trabajo de tesis Producto nacional, una sátira de la publicidad sexista dirigida a mujeres, fue parte de la selección Selección Premio Norberto Griffa de la BIM Bienal de Imagen en Movimiento Latinoamericana, así como parte de la selección del concurso Juan Downey en la 12º Bienal de Artes Mediales . Por otro lado "No nos moverán" video que yuxtapone la figura de las Beliebers con el estadio nacional en contexto de dictadura, representó a Chile en diversas muestras internacionales, culminando en La casa de las Américas en Cuba y la Bienal Fundación Paiz en Guatemala. 

### Otras Colaboraciones(2014 - 2015)
Chini.png colaboró en distintos oficios en otros proyectos audiovisuales, incluyendo la película Chilena “Naomi Campbell” (ganador del LiberCine 2014 al Mejor Largometraje Internacional) , asistente de arte para el videoclip del sencillo «Buen soldado», de la cantante chilena Francisca Valenzuela. y como directora y montajista del videoclip «Delfín» del grupo chileno Tus Amigos Nuevos.

## Carrera musical

### Chini & the Technicians(2015 - 2019)
En la universidad, Chini se reencontró con su excompañero de colegio Roberto González. Allí se hicieron amigos y en 2013 formaron el dúo acústico Chini & the Technicians, con ella como vocalista y letrista, y González como guitarrista y arreglista. También llegaron a actuar brevemente como trio junto al hermano de González, período donde el grupo obtuvo su nombre por el gusto de sus miembros con el video mapping y como broma hacia las bandas que cantaban en «espanglish» con pretenciones internacionales.
En julio de 2015, publicaron su EP debut En el fondo todo va bien, con la producción y participación de su compañero de carrera Diego Lorenzini y bajo el alero de su sello Uva Robot.
Tras la publicación del disco Arriba es Abajo (2018), producido por Martin Perez Roa y Diego Lorenzini, y nombrado octavo en el ranking "10 Best Latin-American Albums" por la revista Rolling Stone EEUU la banda entró en un receso indefinido a principios de 2019.

### Solista(2020 - presente)
Durante 2020, Ayarza inició su carrera solista bajo el nombre de Chini.png con el lanzamiento del EP Ctrl+Z. Este EP le valió una triple nominación en los Premios Pulsar 2021, en las categorías de Mejor Nuevo Artista, Mejor Videoclip (como directora de Triángulo de las Bermudas) y Mejor Arte de un Disco (por la carátula de “Ctrl+Z”). Al año siguiente volvió a ser nominada a los Premios Pulsar 2022 por su rol como directora en la categoría Mejor Videoclip por la canción Fisura.
Chini.png participó en el festival BIME Bilbao en España en 2022 y en Lollapalooza Chile 2023, pasando a ser parte del Sello Fisura.
En julio de 2023, grabó una sesión en la estación radial KEXP en Seattle, Estados Unidos, como parte del primer festival de música iberoamericana de la radio, El Sonido Live. En aquella ocasión, Chini participó junto a los artistas Juan Desordenado (Columpios al Suelo), Pepe Mazurett (Niños del Cerro), Tiare Galaz (Niña Tormenta) y Leonardo Jara.
A fines de mayo de 2024, Chini teloneó al grupo estadounidense Interpol en su concierto de Santiago durante su paso por Chile en el Teatro Caupolicán. Al mes siguiente, Chini se impuso sorpresivamente ante Los Bunkers con su primer larga duración El día libre de Polux en la categoría de Mejor artista rock en los Premios Pulsar de ese año, recibiendo a su vez el galardón como "Mejor disco alternativo" por parte de Esenciales de CityLab.
En mayo de 2025 abrió para el show de Kim Gordon y St. Vincent en su paso por Chile, mostrando algunas de las canciones que serán parte de su segundo álbum Vía Lo Orozco. El mismo año lanzó la versión en vinilo de su álbum El día libre de Polux (2023) para la celebración de El Día del Vinilo bajo los sellos Uva Robot y Sello Fisura. 

## Estilo musical
La música de Chini.png, se caracteriza por ser "experimental, íntima y lúdica", con un fuerte enfoque en la exploración sonora y con canciones con una sensibilidad poética y visual muy marcada, acompañada en su mayoría por videos autorales. Su trabajo solista ha sido descrito como "pop indie marcado por las guitarras de raíz punk" y como "un sonido que se funde a la luz de cadencias propias del rock noventero y el indie psicodélico". Las letras suelen ser surrealistas, introspectivas y sensoriales.

## Discografía

### Solista

#### Álbumes de estudio
- El día libre de Polux (2023)

#### EPs
- Ctrl+Z (2020)

#### Lanzamientos en vivo
- Sesiones 050: Chini.png (2022)

#### Singles
| Año  | Canción                | Álbum                 | Notas                              |
| ---- | ---------------------- | --------------------- | ---------------------------------- |
| 2020 | Fricativa Velar Sorda  |                       |                                    |
| 2022 | Laurel                 | El día libre de Polux |                                    |
| 2022 | Sofía                  | El día libre de Polux |                                    |
| 2022 | Árboles y Pasarelas    | El día libre de Polux |                                    |
| 2023 | No midas las palabras! | El día libre de Polux |                                    |
| 2023 | Cinta Blanca           | El día libre de Polux |                                    |
| 2023 | Pelusita al ojo        |                       | Junto con Art+Z y Diego Lorenzini. |
| 2025 | Manflorita             |                       |                                    |
| 2025 | Pide un deseo          |                       |                                    |

#### Colaboraciones
| Año  | Canción              | Artista                             | Álbum/EP                                | Notas                                    |
| ---- | -------------------- | ----------------------------------- | --------------------------------------- | ---------------------------------------- |
| 2016 | Crucero en Llamas    | Felipe Grandón                      | Atentado                                |                                          |
| 2018 | El Sueño Pesa        | Niños del Cerro                     | Lance                                   |                                          |
| 2019 | Mierda               | Diego Lorenzini                     | De Algo Hay Que Morir                   |                                          |
| 2020 | Puchero              | Bronko Yotte                        | Fuero interno                           | Junto con Cheo O'Brown y Dj Perez.       |
| 2020 | Está Bien            | Coco                                |                                         |                                          |
| 2020 | Bestia               | Mora Lucay                          | Bestia                                  |                                          |
| 2020 | El cortejo           | Gabriel Rammsy                      | Imaginación activa                      |                                          |
| 2020 | Clementina           | Filgueira                           | Botánica para Enamoradxs                |                                          |
| 2021 | Grito y Plata        | Nando García                        | Pirueta                                 |                                          |
| 2021 | El Sol               | Juan Desordenado                    | Visiones                                |                                          |
| 2021 | Sabemos              | Andrés Landon                       |                                         |                                          |
| 2021 | No somos             | Natisú                              | Hay un fuego                            |                                          |
| 2022 | entre las sombras,   | Dulce y Agraz                       | Albor                                   | Junto con Martina Montaldo y Mora Lucay. |
| 2022 | Hiroshima & Nagasaki | Columpios Al Suelo                  | Colores                                 |                                          |
| 2023 | No Hay Más           | Películas Geniales                  | La Película                             | Junto con Silver Rose.                   |
| 2023 | Corriente            | René Roco                           | Vértigo                                 |                                          |
| 2024 | Chépica              | Daniela Gatica y El Fruto del Ruido | El fruto del ruido plays Daniela Gatica |                                          |
| 2025 | Mala Suerte          | Pioneta                             |                                         | Junto con Camila Moreno.                 |
| 2025 | Musculosos y Ricas   | Diego Lorenzini                     |                                         |                                          |

### ConChini and The Technicians

#### Álbumes de estudio
- Arriba es Abajo (2018)

#### EPs
- En el Fondo Todo Va Bien (2015)

## Premios y nominaciones
| Año  | Premio         | Categoría              | Obra                        | Resultado | Ref.   |
| ---- | -------------- | ---------------------- | --------------------------- | --------- | ------ |
| 2021 | Premios Pulsar | Mejor nuevo artista    | Ctrl+Z                      | Nominada  |        |
| 2021 | Premios Pulsar | Mejor arte de un disco | Ctrl+Z                      | Nominada  |        |
| 2021 | Premios Pulsar | Mejor videoclip        | «Triángulo de las Bermudas» | Nominada  |        |
| 2022 | Premios Pulsar | Mejor videoclip        | «Fisura»                    | Nominada  |        |
| 2024 | Premios Pulsar | Mejor artista rock     | El día libre de Polux       | Ganadora  | [ 22 ] |
| 2024 | Premios Musa   | Artista rock           | Chini.png                   | Nominada  | [ 26 ] |